# Bernard Lévy
Pour les articles homonymes, voir Lévy.
Bernard Lévy est un acteur et un metteur en scène de théâtre.

## Biographie
Bernard Lévy, né en 1963, a été formé au Conservatoire national supérieur d'art dramatique de Paris entre 1985 et 1988. Il a joué sous la direction notamment de Jean-Michel Ribes, Bernard Sobel, Georges Lavaudant. Il a été également l’assistant de Georges Lavaudant de 1999 à 2001 au Théâtre National de l'Odéon. En 1994, il fonde la compagnie Lire aux éclats et met en scène des pièces de Robert Schneider, Paul Claudel, Jean-Luc Lagarce, Jean Racine, Samuel Beckett, Thomas Bernhard, Aharon Appelfeld. Il met également en scène l'opéra Didon et Enée de Purcell.

## Filmographie

### Cinéma
- 1992 : Versailles Rive-Gauche de Bruno Podalydès
- 1992 : Golem, l'esprit de l'exil d'Amos Gitaï
- 1993 : Une femme en bataille court métrage de Camille Brottes
- 1998 : On a très peu d'amis de Sylvain Monod
- 2013 : Rue Mandar de Idit Cébula

## Théâtre

### Metteur en scène
- 1994 : Entre chien et loup, la véritable histoire de Ah Q de Christoph Hein, CDN Les Fédérés Montluçon, Prix du jury jeune public au Festival Turbulences à Strasbourg en 1995
- 1996 : Saleté de Robert Schneider, Théâtre de la Cité internationale
- 1999 : Histoires courtes, mais vraies, création collective, Scène nationale de Sénart
- 1998 : L'Échange de Paul Claudel, Nouveau théâtre d'Angers
- 2000 : Donnez nous des nouvelles du monde, création collective, Scène nationale de Sénart
- 2002 : Un cœur attaché sous la lune de Serge Valletti, Théâtre de la Commune
- 2003 : Juste la fin du monde de Jean-Luc Lagarce, Scène nationale de Sénart
- 2006 : Bérénice de Racine, Théâtre de l'Ouest parisien
- 2006 : Fin de partie de Samuel Beckett, Théâtre de l'Athénée-Louis-Jouvet
- 2007 : Le Neveu de Wittgenstein de Thomas Bernhard, Théâtre national de Chaillot
- 2009 : En attendant Godot de Samuel Beckett, Théâtre de l'Athénée-Louis-Jouvet
- 2010 : Didon et Énée de Henry Purcell, Théâtre de l'Athénée-Louis-Jouvet
- 2011 : L'Échange de Paul Claudel, Théâtre de l'Athénée-Louis-Jouvet
- 2014 : Histoire d'une vie de Aharon Appelfeld, adaptation de Bernard Lévy et Jean-Luc Vincent, Scène nationale de Sénart